# McEwen
McEwen – miasto w Stanach Zjednoczonych, w stanie Tennessee, w hrabstwie Humphreys.